# Pardosa katangana
Pardosa katangana este o specie de păianjeni din genul Pardosa, familia Lycosidae, descrisă de Roewer, 1959.
Este endemică în Congo. Conform Catalogue of Life specia Pardosa katangana nu are subspecii cunoscute.